# Saint-Julien (Côtes-d'Armor)
Saint-Julien è un comune francese di 2 045 abitanti situato nel dipartimento delle Côtes-d'Armor nella regione della Bretagna.

## Amministrazione

### Gemellaggi
- San Giorgio Monferrato

## Società

### Evoluzione demografica
Abitanti censiti